# مقررات آب توازن در ایالات متحده آمریکا

تخلیه آب توازن از سایر نقاط جهان باعث نوع خاصی از آلودگی می‌شود که با آلودگی از نوع انتشار متفاوت است، زیرا گونه‌های مهاجمی را وارد می‌کند که می‌توانند به معنای واقعی کلمه باعث انقراض گونه‌های اهلی شوند.

تخلیه آب توازن معمولاً حاوی انواع مواد بیولوژیکی از جمله گیاه، جانوران، ویروس‌ها و باکتری‌ها است. این مواد اغلب شامل گونه‌های غیربومی، مزاحم و عجیب و غریب هستند که می‌توانند خسارات زیست‌محیطی و اقتصادی گسترده‌ای به بوم‌سازگان آبی وارد کنند. اعتقاد بر این است که تخلیه آب توازن کشتی‌ها منبع اصلی گونه‌های مهاجم در آب‌های دریایی ایالات متحده است، بنابراین خطرات بهداشت عمومی و زیست‌محیطی و همچنین هزینه‌های اقتصادی قابل توجهی را برای صنایعی مانند آب و برق، شیلات تجاری و تفریحی، کشاورزی و گردشگری ایجاد می‌کند. مطالعات نشان می‌دهد که هزینه اقتصادی ناشی از ورود نرم‌تنان آفت (صدف گورخری، صدف آسیایی و غیره) به اکوسیستم‌های آبی ایالات متحده بیش از ۶ میلیارد دلار در سال است.
صدف سیاه گورخری، بومی دریای خزر و دریای سیاه، در سال ۱۹۸۸ توسط آب توازن یک کشتی باری اقیانوس اطلس به دریاچه سنت کلیر رسید و ظرف ۱۰ سال به تمام پنج دریاچه‌های بزرگ همسایه گسترش یافت. هزینه اقتصادی این معرفی توسط خدمات ماهی و حیات وحش ایالات متحده حدود ۵ میلیارد دلار تخمین زده شده است.
کنگره در تلاشی برای کنترل گونه‌های مهاجم آبزی، قانون ملی گونه‌های مهاجم سال ۱۹۹۶ (NISA) را تصویب کرد. گارد ساحلی طبق قانون NISA، در سال ۲۰۱۲ مقررات مربوط به آب توازن را صادر کرد. آژانس حفاظت محیط زیست ایالات متحده آمریکا (EPA) مجوزهای تخلیه برای کنترل آب توازن را تحت قانون آب پاک صادر کرده است.

## پیشینه و پرونده قضایی

### دادخواست‌هایی برای پوشش نظارتی تخلیه آب توازن
به دلیل مشکل رو به رشد ورود گونه‌های مهاجم به آب‌های ایالات متحده از طریق آب توازن، در ژانویه ۱۹۹۹، تعدادی از سازمان‌های حفاظت از محیط زیست، گروه‌های ماهیگیری، قبایل بومی آمریکا و آژانس‌های آب از سازمان حفاظت از محیط زیست (EPA) درخواست کردند تا قانون سال ۱۹۷۳ خود را که تخلیه آب توازن را تحت قانون آب پاک (CWA) معاف می‌کرد، لغو کند. آنها استدلال کردند که آب توازن باید به عنوان «تخلیه آلاینده» تحت برنامه مجوز سیستم ملی حذف تخلیه آلاینده‌ها (NPDES) تنظیم شود. سازمان حفاظت محیط زیست در سپتامبر ۲۰۰۳ این دادخواست را رد کرد و گفت که استثنای «عملیات عادی» سیاست دیرینه این سازمان است که کنگره دو بار (در سال‌های ۱۹۷۹ و ۱۹۹۶) با آن موافقت کرده است، زمانی که موضوع گونه‌های مزاحم آبزی در آب توازن را بررسی کرد و تفسیر CWA سازمان حفاظت محیط زیست را تغییر نداد. علاوه بر این، EPA اعلام کرد که سایر فعالیت‌های فدرال در حال انجام مربوط به کنترل گونه‌های مهاجم در آب توازن احتمالاً مؤثرتر از تغییر قوانین NPDES خواهد بود. تا همین اواخر، این تلاش‌ها برای محدود کردن تخلیه آب توازن توسط کشتی‌های کروز و سایر کشتی‌ها، به جز در دریاچه‌های بزرگ، عمدتاً داوطلبانه بود. از سال ۲۰۰۴، تمام شناورهای مجهز به مخازن آب توازن باید دارای طرح مدیریت آب توازن باشند.

### وکلای محیط زیست شمال غربی و همکاران در برابر سازمان حفاظت محیط زیست ایالات متحده
پس از رد دادخواست اداری آنها، گروه‌های محیط زیستی با طرح دعوی در دادگاه، خواستار لغو مقرراتی شدند که تخلیه آب توازن را از مجوز CWA معاف می‌کند. در مارس ۲۰۰۵، یک دادگاه ناحیه‌ای ایالات متحده آمریکا به نفع این گروه‌ها رأی داد و در سپتامبر ۲۰۰۶، دادگاه موضوع را به EPA ارجاع داد و دستور داد که آیین‌نامه مورد اعتراض تا ۳۰ سپتامبر ۲۰۰۸ لغو شود. دادگاه منطقه‌ای ادعای EPA مبنی بر اینکه کنگره قبلاً با معافیت «عملیات عادی» کشتی‌ها از مجوز CWA موافقت کرده بود را رد کرد و با استدلال EPA مبنی بر اینکه مهلت دو ساله دادگاه، مشکلات عملی برای آژانس و صنعت مربوطه ایجاد می‌کند، مخالفت کرد. نکته قابل توجه این است که اگرچه تمرکز چالش گروه‌های زیست‌محیطی عمدتاً بر معافیت مجاز EPA برای تخلیه آب توازن بود، حکم دادگاه - و الزام آن به EPA برای لغو معافیت مندرج در ۴۰ CFR §122.3(a) - به‌طور کامل در مورد سایر انواع تخلیه کشتی که تحت پوشش معافیت نظارتی هستند، از جمله آب خاکستری و آب ته‌نشین شده، اعمال می‌شود. این حکم در سال ۲۰۰۸ توسط دادگاه تجدیدنظر حوزه نهم تأیید شد.

## الزامات نظارتی

### مجوز عمومی کشتی ۲۰۰۸
در ژوئن ۲۰۰۷، سازمان حفاظت محیط زیست درخواست نظر عمومی در مورد تنظیم مقررات تخلیه آب توازن از کشتی‌ها را مطرح کرد، که مقدمه‌ای برای جمع‌آوری اطلاعات و وضع قوانین احتمالی در پاسخ به دستور دادگاه منطقه‌ای بود. در سال ۲۰۰۸، این آژانس مجوز عمومی کشتی را منتشر کرد که تخلیه بار کشتی‌ها را تنظیم می‌کرد. این مجوز شامل تخلیه آب توازن از تمام کشتی‌های تجاری، از جمله کشتی‌های ماهیگیری، نیز می‌شد. این مجوز، استفاده از بهترین شیوه‌های مدیریتی را برای کنترل آب توازن الزامی می‌کرد، اما محدودیت‌های عددی تخلیه آلاینده‌ها را شامل نمی‌شد.

### قانون قایق‌رانی پاک سال ۲۰۰۸
قانون قایق‌رانی پاک مصوب سال ۲۰۰۸، کشتی‌های تفریحی را از الزام به اخذ مجوزهای تخلیه NPDES معاف کرد، اما اپراتورهای کشتی باید BMPها را برای کنترل تخلیه‌های خود اجرا کنند.

### مطالعه ۲۰۱۱
یک مطالعه شورای تحقیقات ملی در سال ۲۰۱۱، توصیه‌هایی در مورد توسعه داده‌ها و روش‌های تعیین محدودیت‌های عددی مجوز ارائه داد. این مطالعه نشان داد که تعیین تعداد دقیق ارگانیسم‌هایی که می‌توان انتظار داشت جمعیت جدیدی را ایجاد کنند، پیچیده است. این پیشنهاد، گام اولیه‌ای را برای ایجاد یک معیار برای غلظت موجودات زنده در آب بالاست زیر سطوح فعلی، و سپس استفاده از مدل‌ها برای تجزیه و تحلیل داده‌های تجربی و میدانی جهت کمک به تصمیم‌گیری‌های آینده در مورد استانداردهای تخلیه آب بالاست، پیشنهاد کرد.

### حکم نهایی استانداردهای گارد ساحلی برای تخلیه آب توازن در سال ۲۰۱۲
کنگره قانون ملی گونه‌های مهاجم را در سال ۱۹۹۶ تصویب کرد. موجودات زنده‌ای که توسط NISA هدف قرار می‌گیرند، به عنوان گونه‌های مزاحم آبزی طبقه‌بندی می‌شوند، از جمله به ویژه صدف زبرا و روف اوراسیایی. NISA مقررات مربوط به آب توازن را که عامل کلیدی در گسترش گونه‌های مهاجم آبزی است، تصویب کرد.
برای به حداقل رساندن گسترش گونه‌های مهاجم در آبراه‌های ایالات متحده، سازمان حفاظت از محیط زیست و گارد ساحلی برنامه‌هایی را برای تنظیم غلظت موجودات زنده تخلیه شده در آب توازن کشتی‌ها تدوین کردند. گارد ساحلی، طبق قانون NISA، در سال ۲۰۱۲ مقررات مربوط به آب توازن را صادر کرد. گارد ساحلی به سیستم‌های تصفیه آب توازن نیاز دارد و از سال ۲۰۱۶ شروع به تأیید این سیستم‌ها کرده است. این الزامات عموماً در مورد تمام شناورهای غیرتفریحی مجهز به مخازن توازن اعمال می‌شود.
پیش از تصویب نهایی استانداردهای آب توازن در سال ۲۰۱۲، بسیاری از کشتی‌هایی که از خارج از منطقه اقتصادی انحصاری وارد می‌شدند، می‌توانستند با تعویض آب توازن در میانه اقیانوس، از مقررات ایمنی معاف شوند. کشتی‌ها همچنین باید تعداد مخازن آب توازن، حجم هر مخزن و منشأ آب توازنی که باید تخلیه شود را گزارش می‌دادند. از مناطقی که گونه‌های مهاجم در آنها تاخت و تاز می‌کنند، چه برای جذب و چه برای تخلیه آب توازن باید اجتناب شود.
مقررات جدید الزامات یکسانی برای جلوگیری از جذب و تخلیه در مناطق حساس و ثبت و گزارش آب توازن در کشتی‌ها دارند. مدیریت آب توازن گسترش یافت و شامل آموزش و رویه‌های ایمنی و همچنین شیوه‌های نگهداری و حذف گونه‌های رسوب و رسوبات شد. مالکان کشتی همچنین می‌توانند در صورت عدم امکان رعایت این حکم جدید تا تاریخ تعیین‌شده برای اجرای آن، که برای کشتی‌های جدید اول دسامبر ۲۰۱۳، برای کشتی‌های موجود با حجم کمتر از ۱۵۰۰ متر مکعب یا بیشتر از ۵۰۰۰ متر مکعب اول ژانویه ۲۰۱۶ و برای کشتی‌های ۱۵۰۰ تا ۵۰۰۰ متر مکعب اول ژانویه ۲۰۱۴ بود، درخواست تمدید تاریخ اجرای این حکم جدید را بدهند.
این حکم همچنین استانداردهای مربوط به غلظت مجاز موجودات زنده در تخلیه آب توازن را اعمال کرد. موجودات زنده بزرگتر از ۵۰ میکرومتر باید در غلظت کمتر از ۱۰ موجود زنده در هر متر مکعب باشند و موجودات زنده کوچکتر از ۵۰ اما بزرگتر از ۱۰ میکرومتر باید در غلظت کمتر از ۱۰ موجود زنده در هر میلی لیتر باشند. میکروارگانیسم‌هایی که به عنوان شاخص برای آب بالاست مشکل‌ساز عمل می‌کنند، استانداردهایی را نیز در هر ۱۰۰ میلی‌لیتر تعیین کرده‌اند. باید کمتر از ۱ واحد تشکیل دهنده کلونی ویبریو کلرا توکسیکوژن، کمتر از ۲۵۰ واحد تشکیل دهنده کلونی اشریشیا کلی و کمتر از ۱۰۰ واحد تشکیل دهنده کلونی انتروکوک روده ای وجود داشته باشد.
همچنین با این حکم، فرایند تأیید سیستم‌های مدیریت آب توازن کشتی‌ها تعیین شد. آزمایشگاه‌های مستقلی که توسط USCG تأیید شده‌اند، تجهیزات را آزمایش می‌کنند و پروتکل‌های زمینی برنامه تأیید فناوری زیست‌محیطی EPA را در بر می‌گیرند. برای سیستم‌های تأیید شده از نوع خارجی که قبل از تاریخ‌های انطباق نصب شده‌اند، یک دوره ۵ ساله به عنوان دوره اعتبارسنجی اعمال شد، تا زمانی که سیستم‌ها مطابق با کنوانسیون آب توازن توسط دولت خارجی تأیید شده باشند.
صلاحیت این حکم، دریای سرزمینی ایالات متحده (۱۲ مایل دریایی) و کشتی‌هایی را که از دریاچه‌های بزرگ حرکت می‌کنند، از منطقه انحصاری اقتصادی فراتر می‌روند و برمی‌گردند و از بالادست اسنل لاک عبور می‌کنند، پوشش می‌دهد.

### مجوزهای عمومی
سازمان حفاظت محیط زیست آمریکا آخرین مجوز عمومی کشتی خود را در سال ۲۰۱۳ منتشر کرد. این مجوز، محدودیت‌های عددی تخلیه آب توازن را برای کشتی‌های تجاری ۷۹ فوت (۲۴ متر) تعیین می‌کند. به طول یا بیشتر. این محدودیت‌ها به صورت حداکثر غلظت قابل قبول موجودات زنده در هر متر مکعب آب توازن بیان می‌شوند. تقریباً ۶۹۰۰۰ کشتی، چه با پرچم داخلی و چه با پرچم خارجی، تحت پوشش این مجوز هستند. سازمان حفاظت محیط زیست آمریکا در سال ۲۰۱۴ مجوز جداگانه‌ای برای کشتی‌های تجاری کوچک‌تر صادر کرد.

### تمدید مهلت قانونی صدور مجوز
کنگره چندین بار مهلت قانونی معافیت پوشش مجوز NPDES برای کشتی‌های کوچک (به جز آب توازن) را تمدید کرده است. کشتی‌های کوچکتر از ۷۹ فوت طول و همچنین کشتی‌های ماهیگیری تجاری در هر اندازه‌ای، از اخذ مجوز NPDES برای تخلیه‌های اتفاقی، به جز آب توازن، معاف بودند. آخرین مهلت قانونی در ۱۹ ژانویه ۲۰۱۸ منقضی شد.